# 鄭安民
鄭安民（？—1644年），字敬修、心綸，贵州思南府安化县人，浙江貢生出身，幼時隨其父辦理紫禁城三殿宇木材差事入貴州，吏部侍郎李鋕很器重他。後捐官河東長蘆鹽運使。陞任四川鹽課提舉司提舉。崇禎二年轉任蜀王府右長史。併兼管龍安府同知。歷任四川鄰水縣、大竹縣、遂寧縣知縣。十七年八月，賊張獻忠自涪陵、重慶而上。初九日攻陷成都，蜀王朱至澍投水死，他也跳水抱蜀王屍體一同殉難。